# Sârghieni, Putila
Sârghieni, întâlnit și sub forma Serghieni (în ucraineană Сергії, transliterat: Serhii și în germană Sergie) este un sat reședință de comună în raionul Putila din regiunea Cernăuți (Ucraina). Are 1,097 locuitori, preponderent ucraineni (huțuli).
Satul este situat la o altitudine de 913 metri, pe malul râului Putila, în partea de centru a raionului Putila. De această comună depind administrativ satele Foșchi, Râpeni, Tesnițca și Vipcina.

## Istorie
Localitatea Sârghieni a făcut parte încă de la înființare din regiunea istorică Bucovina a Principatului Moldovei. În ianuarie 1775, ca urmare a atitudinii de neutralitate pe care a avut-o în timpul conflictului militar dintre Turcia și Rusia (1768-1774), Imperiul Habsburgic (Austria de astăzi) a primit o parte din teritoriul Moldovei, teritoriu cunoscut sub denumirea de Bucovina. După anexarea Bucovinei de către Imperiul Habsburgic în anul 1775, localitatea Sârghieni a făcut parte din Ducatul Bucovinei, guvernat de către austrieci, făcând parte din districtul Putila (în germană Putilla). 
În perioada 1843-1849, comunitatea huțulă locală a sprijinit activ răscoala iobagilor conduși de Luchian Cobiliță. 
După Unirea Bucovinei cu România la 28 noiembrie 1918, satul Sârghieni a făcut parte din componența României, în Plasa Putilei a județului Rădăuți. Pe atunci, majoritatea populației era formată din ucraineni, existând și o comunitate de evrei. 
Ca urmare a Pactului Ribbentrop-Molotov (1939), Bucovina de Nord a fost anexată de către URSS la 28 iunie 1940, reintrând în componența României în perioada 1941-1944. Apoi, Bucovina de Nord a fost reocupată de către URSS în anul 1944 și integrată în componența RSS Ucrainene. 
Începând din anul 1991, satul Sârghieni face parte din raionul Putila al regiunii Cernăuți din cadrul Ucrainei independente. Conform recensământului din 1989, numărul locuitorilor care s-au declarat români plus moldoveni era de 7 (6+1), reprezentând 0,79% din populație . În prezent, satul are 1.097 locuitori, preponderent ucraineni.

## Demografie
Componența lingvistică a localității Sârghieni
     Ucraineană (99,73%)
     Alte limbi (0,27%)
Conform recensământului din 2001, majoritatea populației localității Sârghieni era vorbitoare de ucraineană (99,73%), existând în minoritate și vorbitori de alte limbi.
1989: 884 (recensământ) 
2007: 1.097 (estimare)